# Lê Ngọc Tuấn
Lê Ngọc Tuấn là một chính khách Việt Nam. Ông hiện là Chủ tịch Ủy ban Nhân dân tỉnh Kon Tum nhiệm kỳ 2016-2021, 2021-2026.
Trong Đảng Cộng sản Việt Nam, ông là Phó Bí thư Tỉnh ủy Kon Tum nhiệm kỳ 2020-2025, Bí thư Ban cán sự Đảng UBND tỉnh Kon Tum.

## Tiểu sử
Ông Lê Ngọc Tuấn sinh ngày 10/4/1965.
Quê quán: xã Bình Dương, huyện Thăng Bình, tỉnh Quảng Nam.
Ông gia nhập Đảng Cộng sản Việt Nam ngày 3/6/1995, vào Đảng chính thức ngày 3/6/1996.
Ông từng giữ chức vụ Giám đốc Sở Kế hoạch và Đầu tư tỉnh Kon Tum.
Ngày 15 tháng 2 năm 2017, ông được Hội đồng Nhân dân tỉnh Kon Tum bầu làm Phó Chủ tịch Ủy ban Nhân dân tỉnh nhiệm kỳ 2016-2021. Lúc này ông là Tỉnh ủy viên, Giám đốc Sở Kế hoạch và Đầu tư tỉnh Kon Tum.
Ngày 3 tháng 8 năm 2018, ông được Ban Chấp hành Đảng bộ tỉnh bầu làm Ủy viên Ban Thường vụ Tỉnh ủy Kon Tum nhiệm kỳ 2015-2020. Ngày 30 tháng 8 năm 2018, ông được nhận Ban Bí thư Trung ương Đảng chuẩn y chức vụ.
Ngày 30 tháng 5 năm 2020, ông được Ban Bí thư Trung ương Đảng chuẩn y làm Phó Bí thư Tỉnh ủy Kon Tum nhiệm kỳ 2015-2020. Sau đó, ông tái đắc cử chức vụ Phó Bí thư Tỉnh ủy nhiệm kỳ 2020-2025.
Ngày 23 tháng 10 năm 2020, ông được Hội đồng Nhân dân tỉnh bầu làm Chủ tịch Ủy ban Nhân dân tỉnh Kon Tum nhiệm kỳ 2016-2021 thay ông Nguyễn Văn Hòa chuyển sang làm Chủ tịch Hội đồng Nhân dân tỉnh.